# Ioan Slavici
Ioan Slavici (n. 18 ianuarie 1848, Șiria, Imperiul Austriac – d. 17 august 1925, Panciu, Putna, România) a fost un scriitor, jurnalist și pedagog român, membru corespondent (din 1882) al Academiei Române.
Opera literară a lui Ioan Slavici este influențată de viața satului ardelean. Scriitorul a fost considerat de criticul George Călinescu „un instrument de observație excelent” al mediului rural, oferind în nuvelele sale poporale și în studiile sale o frescă a moravurilor, a comportamentului oamenilor în funcție de stratificarea lor socială, în cele mai mici detalii ale ținutei, îmbrăcăminții, vorbirii și gesturilor.
L-a cunoscut pe Mihai Eminescu la Viena, iar la îndemnul acestuia a debutat cu comedia Fata de birău în anul 1871. Printre cele mai importante scrieri literare ale lui Ioan Slavici se numără romanul Mara, nuvelele Moara cu noroc și Pădureanca, iar memoriile sale publicate în volumul Amintiri, apărut în anul 1924, au o importanță deosebită pentru istoria literaturii române.
Redactor la Timpul în București și, mai apoi, fondator al Tribunei din Sibiu, Slavici a fost un jurnalist renumit. În urma articolelor sale a fost închis de cinci ori, atât în Austro-Ungaria, ca presupus naționalist român, cât și în România, ca presupus spion austro-ungar. Această experiență a fost reflectată de Slavici în lucrarea memorialistică intitulată Închisorile mele, publicată în 1920. Istoricul Lucian Boia a constatat cu referire la Slavici că „dacă la scriitori precum Rebreanu sau Sadoveanu se constată un ușor deficit de caracter, necazurile lui Slavici se trag, s-ar putea spune, dintr-un surplus de caracter.”
Dintre promotorii antisemitismului din România, Slavici a fost cea mai reprezentativă figură din Transilvania.

## Biografie

### Familia și copilăria
Primele urme ale numelui Slavici în zona Șiriei, apar în recensămintele din 1746 și 1747, când un Slavit Arzinte și un Slavity Szav sunt înscriși drept iobagi cu statut de hospites (oaspeți), iar după 1770 Slavicii erau nu mai puțin de șapte familii.
Cu certitudine se cunoaște că bunicul patern al poetului a fost Ilie Slavici, născut în 1782 și decedat în 1829, iar din căsătoria acestuia cu Maria, născută în 1783, au rezultat șapte copii, printre care și tatăl poetului, Sava Slavici, născut în 1818. Sava rămâne orfan la o vârstă fragedă și este înfiat de Mihai Fercu, „tata bătrân”, cum avea să apară în amintirile de mai târziu ale scriitorului, care era un fruntaș în sat și fusese „cătană împărătească” împotriva lui Napoleon Bonaparte. „Tata bătrân” avea cunoștință de carte, deoarece rostea la biserică, în timpul slujbei, Crezul și Tatăl nostru, iar scriitorul și-l amintește păstrând cu sfințenie portul din tinerețele sale: păr lung împletit în coadă și prins în pieptăn de baga, pălărie înaltă cu borduri late, gheroc de postav măsliniu cu pulpane până la genunchi, băț lung cu mânerul de argint și pantofi cu cataramă mare, adică se îmbrăca conform cu moda începutului de secol de la oraș.
Sava Slavici a fost maistor cojocar, cu cojocărie proprie, deși în registre, insista a fi trecut econom, adică agricultor, deoarece deținea câteva iugăre de pământ, o vie și două paghini de fâneață.
Sava se căsătorește în 1842 cu Elena Borlea, care provenea dintr-o veche familie numeroasă, întinsă în mai multe sate din zonă, iar din căsătoria lor au rezultat cinci copii, dintre care au supraviețuit doar scriitorul și sora sa mai mare, Maria, care avea să devină mama scriitorului Ioan Russu-Șirianu.
Din familia mamei provenea și Sigismund Borlea, ziarist, om politic, deputat în Dieta Ungariei, care va fi un exemplu în formarea ulterioară a lui Slavici.
Deși, trei frați naturali au murit prematur, a copilărit într-o casă plină de copii, deoarece părinții săi, cu o stare materială bună, mai creșteau șase orfani ai rudelor. Slavici a fost un copil firav și derbedeu, care spărgea ferestrele vecinilor, țintea cu pietre cuiburile rândunelelor, ațâța câinii pe la garduri, cu cicatrici adânci ale mușcăturilor pe corp, încăleca fără șa caii altora de la pășune, fiind uneori dus acasă accidentat în ultimul hal după ce era trântit la pământ de aceștia. Asemeni lui Creangă fura din poamele vecinilor, deși nu ducea lipsă de ele acasă și, îi plăcea să înoate unde era apa mai primejdioasă. Dispărea zile întregi de acasă pe la rude sau petrecea nopți întregi la foc, ascultând povestiri, cu băieții ieșiți cu vitele la pășune. Cu toate acestea, tatăl său era incapabil să-l pedepsească, deoarece îl iubea mult, fiind singurul său urmaș în linie bărbătească. În schimb, mama sa, nu avea slăbiciune pentru el și-l ținea din scurt, educându-l să fie om între oameni și să-i respecte pe ceilalți.
„Tata bătrân” își dorea ca Slavici să devină un cărturar de frunte și îi citea seara povești, iar mai târziu l-a îndemnat să citească Apostolul și cărți populare, precum Alexandria sau Isopia. Copilul Slavici, fascinat fiind de poveștile, ținuta și trecutul bunicului, îi asculta îndemnurile, mai ales că acesta îi era și tovarăș de joacă, cioplindu-i cărucioare și îi făcea zmee și bice.
„Avusem o copilărie, care acum, la vârsta la care mi-a fost dat să ajung, după dezamăgirile, prin care am trecut, și-n împrejurările în care-mi petrec viața, mi se pare înspăimântător de fericită.

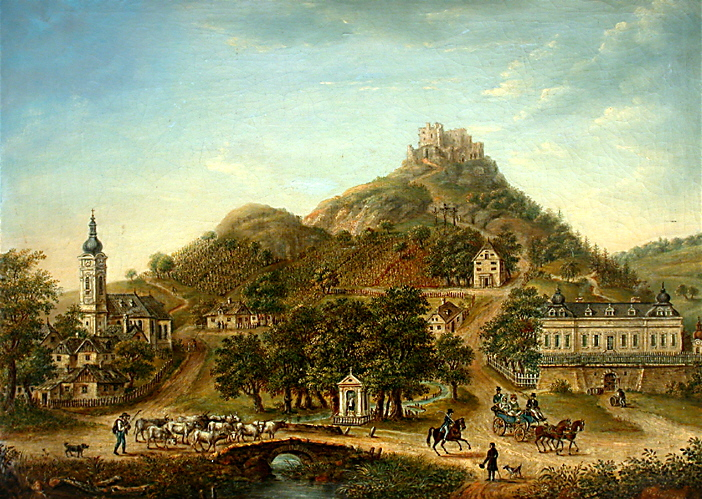
Șiria, locul copilăriei lui Slavici

Eram, alăturea cu o soră mai mare, singurul băiat la părinți, oameni cu stare, fruntași știuți de bine în lumea lor și legați fie prin înrudire, fie prin prietenie, cum se zice, cu toată lumea. Ori și unde mă duceam, dedeam peste o mătușă, colo peste o verișoară, iar în altă parte o fină ori peste o prietenă a casei și eram întâmpinat cu dragoste și purtat oarecum în palme.”
Primele trei clase primare le urmează la Șiria, între 1854 și 1858, iar școala primară o termină la Arad, după ce repetă clasa a patra. Învață limba maghiară jucându-se cu copiii și limba germană de la un învățător catolic. Între 1860 și 1864 urmează primele cinci clase la liceul maghiar, cu mari eforturi, întâmpinând dificultățile învățăturii într-o limbă străină.
În această perioadă, a studiilor la Arad, devine membru al Societății de lectură a elevilor români, coordonată de Mircea V. Stănescu și a fost martorul primirii sărbătorești a lui Andrei Șaguna, despre care spunea mai târziu:
„Atunci și numai atunci l-am văzut pe omul care a avut cea mai hotărâtoare înrâurire a vieții mele.”
În anul 1865 se transferă la liceul german al călugărilor minoriți din Timișoara, unde începe să simtă dificultățile vieții, deoarece tatăl său sărăcise încercând să facă negoț cu cai, care au fost nimiciți de o molimă, iar o parte a averii a fost dată zestre surorii sale, Maria. Astfel, pentru a urma clasele a VI-a și a VII-a se angajează ca preceptor al fetițelor unui german, proprietar de restaurant în Timișoara, care-i oferă casă și masă. În anul 1866 participă la o serbare cu cântece și recitări, organizată de șirianul Georgiu Crăciunescu, profesor de limba română, recitând poezia Răsunet a lui Andrei Mureșanu.

### Studiile și prietenia cu Eminescu

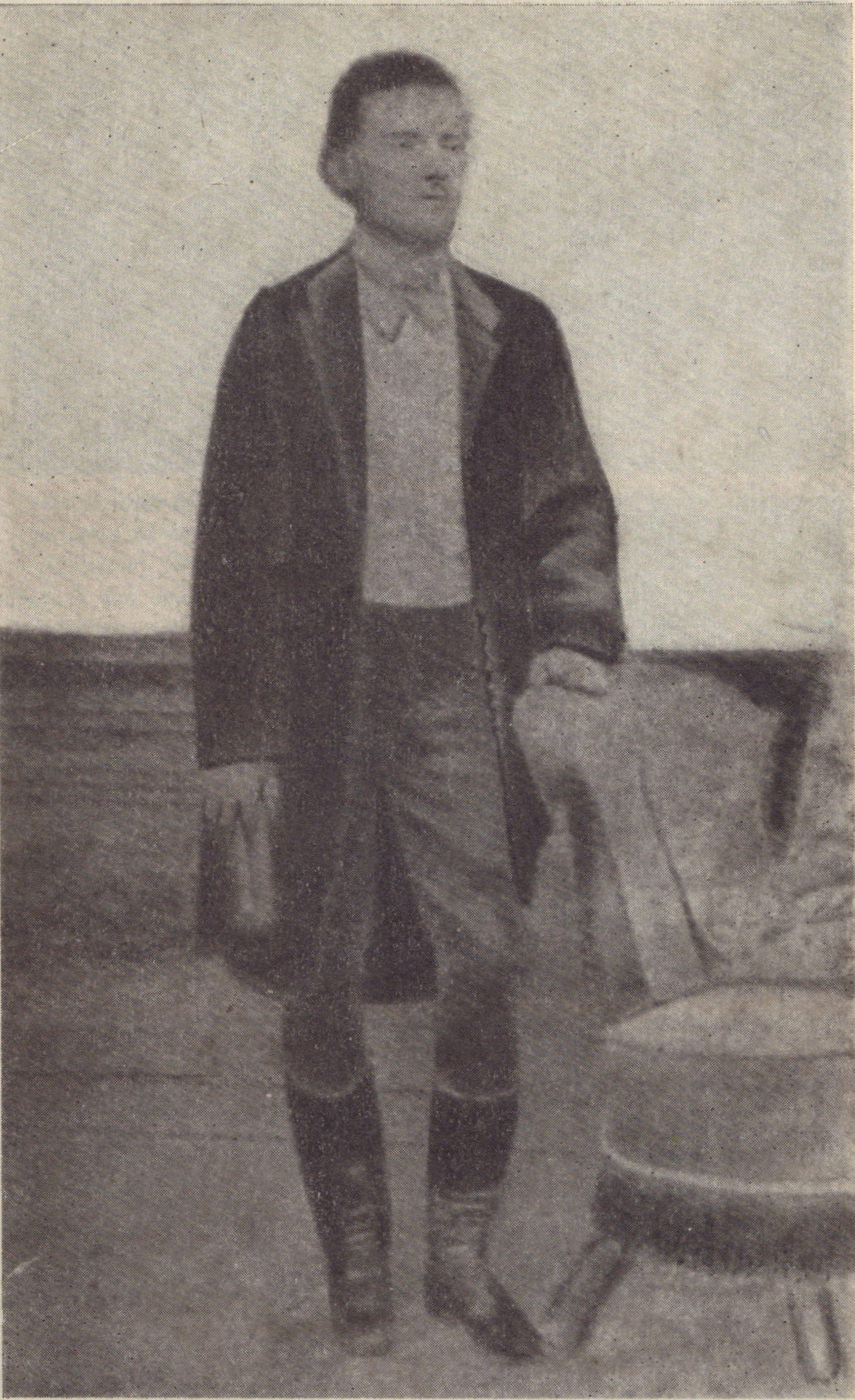
Slavici ca student, în 1870

Rămas fără mijloace materiale se întoarce la Șiria și se înscrie, elev particular, la liceul maghiar din Arad în anul școlar 1867 - 1868. Pentru a se susține financiar, îl meditează pe băiatul grofiței Konigsegg, care a rămas repetent în clasa a IV-a. Astfel ia contact cu viața aristocrației transilvănene:
„Am trăit timp de un an în mijlocul unor oameni care toate serile se-ntrebau cum au să-și petreacă ziua de mâine. Ieșeam când călare, când în trăsură la plimbare, făceam din când în când excursiuni mai lungi, jucam cărți ori la biliard, ieșeam - după sezon - la vânătoare, luam parte la mese mari și la serate dansante.”
Trece cu bine examenul clasei a VIII-a, dar nu se înscrie în timp la examenul de maturitate. Astfel, se înscrie pentru examen la Satu Mare, cu ajutorul unui prieten de familie. De la Satu Mare se întoarce pe jos, iar timp de șase săptămâni călătorește prin Baia Sprie, Dej, Gherla, Cluj, Turda, Abrud.
În anul 1869 se înscrie la Facultatea de drept de la Pesta, împotriva voinței părinților, care au dorit să se angajeze scrietor la vreun notar  pentru a fi aproape de ei. Aici, întâmpină greutăți de ordin financiar nereușind să găsească un mod de a se întreține, astfel este nevoit să accepte invitația deschisă a colegului său Gheorghe Șerb de a lua masa în casa tatălui acestuia, care era magistrat, iar în casa acestuia a luat contact cu problemele politicii naționale ale românilor. Studenția la Pesta este, însă, de scurtă durată, perioada de patru luni a petrecut-o mai mult prin cafenele, deoarece profesorii de la Universitate, de origine germană, care vorbeau prost maghiara nu i-au inspirat încredere. După ce cade bolnav pe stradă și este tratat, în urma intervenției unei spălătorese a spitalului, se întoarce acasă.
Acasă, ascultă sfaturile mamei și se angajează, peste vară, scrietor la notarul din Comlăuș. În această perioadă experimentează o serie de povești din viața satului românesc care vor fi mai târziu transpuse în proză:
„Școli așa-zise mari, la Cumlăuș ce-i drept, nu erau, dar eu tot am învățat acolo neasemănat mai multe decât la Universitatea din Pesta, căci trăiam în cea mai strânsă legătură cu lumea cea mai adevărată și vedeam în fiecare zi lucruri care mă ajutau să cunosc oamenii și împrejurările în adevărata lor ființă.”

Bust Ioan Slavici, Arad - în fața Colegiului Național „Moise Nicoară”

Deși nu avea de gând să-și mai continue studiile, în toamna anului 1869, cu ocazia recrutării în armata imperială, profită de calitatea sa de student și de-o cerere pe care o făcuse înainte să plece din Budapesta de a fi transferat la Universitatea din Viena și solicită, conform prevederilor legale, să facă armata ca voluntar cu termen redus la Viena și se înscrie la Facultatea de Drept. Aici, ajuns, îmbrăcat și întreținut pe cheltuiala împăratului, urma cursurile la universitate în timpul dimineții și făcea exerciții militare după-masă, iar deoarece cazarma se afla la opt kilometri depărtare de universitate a fost transferat la o cazarmă aflată la a treia casă de universitate, prin intervenția căpitanului său care era om bun ca toți oamenii. La Universitatea din Viena i-a avut profesori printre alții pe Robert von Zimmermann la psihologie, Rudolf von Jhering la drept roman, Lorenz von Stein la economie și urmează cursul de anatomie descriptivă al lui Josef Hyrtl.
La Viena, unde a trăit primele luni într-un fel de beție sufletească, Slavici s-a declarat interesat de „științele politice”, astfel participă la adunările „Societății literaro-științifică” și ale „Societății literarie-sociale România”, unde se discutau, printre altele, diferite subiecte politice ale zilei. În primăvara lui 1870 într-una dintre ședințele „Societății literarie-sociale România”, Slavici, citește un referat Despre libertatea omului ca individ și membru al societății.
Pe Eminescu, care era student la filosofie, l-a observat la cursul de economie națională a lui Lorenz Stein și a crezut că este un albanez sau persan, dar a fost fericit să afle că este român de-al său după ce i-a fost introdus de către medicinistul Ioan Hosanu. Eminescu, care lucra la acea vreme la traducere operei lui Kant va avea o influență marcantă în dezvoltarea viitorului scriitor, recomandându-i acestuia să nu-și piardă vremea cu Kant, Spinozza sau Fichte: Tu, - îmi spuse el într-una din zile - să nu-ți pierzi timpul cu aceștia. Să începi cu Schopenhauer, să treci la Confuciu și la Buddha, să mai citești în urmă și ceva din dialoagele lui Platon și știi destul. Urmând sfatul lui Eminescu, începe să citească literatura românilor din Principate șlefuindu-și, astfel, literar șirineasca lui expresivă, dar butucănoasă.
După modelul societății italiene, fondată în 1830 de Mazzini, Giovane Italia și a societății germanilor Das junge Deutschland, în anul 1834, visul lui Eminescu era să unească cele două societăți studențești românești într-una singură, iar aici îl va ajuta spiritul pragmatic și tactul politic al lui Slavici, înființând în anul 1871, România Jună. Slavici a fost ales președintele noii societăți, iar la prima manifestare politică a societății a fost unul dintre oratori. În paralel cu înființarea societății România Jună, au organizat Serbarea de la Putna de la 15 august 1871 a studențimii române din Austro-Ungaria și din străinătate.
Relația de prietenie dintre Eminescu și Slavici se cimentează cu ocazia organizării Serbării de la Putna, iar rolul lui Slavici în organizarea acesteia este egal cu cel al lui Eminescu, considerând că Slavici a trebuit să dea explicații și să calmeze autoritățile de la Viena, iar în explicațiile sale, Slavici și-a exprimat convingerea că soarta românilor din Transilvania și Ungaria nu putea fi îmbunătățită decât printr-o politică de fidelitate față de monarhia austriacă. Același tact politic a fost folosit de către Slavici, ales președinte al serbării, și în Bucovina pentru a potoli aprehensiunile autorităților locale.
Spiritul lui Slavici, înțelegător față de națiunile conlocuitoare, și numele acestuia cu conotații străine au fost parodiate de Eminescu care-l numea frakie gye gyncolo (frate de dincolo), iar Slavici îl numea pe Eminescu, Turcule. În manuscrisele lui Eminescu s-a găsit și următoarea glumă la adresa lui Slavici:
„Domino, Domino Schklovaccio, sapientissimo ac doctissimo meo amico convivoque, domo veteri magno cerevisiae consumatori, Magyarophilo - Michaelis Eminescus salutem.”
După finalizarea stagiului militar și a anului universitar 1869-1870, în lipsa unei baze materiale sigure, Slavici se întoarce la Șiria, deprimat și îmbrăcat de prieteni, și se gândea să nu se mai întoarcă la Viena, deoarece dreptul care se învăța acolo nu coincidea cu realitatea legislației maghiare, care se aplica și în Transilvania, dar Ion Hosanu i-a găsit un post de meditator de germană pentru doi tineri maghiari din institutul cehului Bilca, astfel Viena îl atrase din nou.
În acest timp, Eminescu i-a povestit lui Iacob Negruzzi, la trecerea acestuia prin Viena în vara anului 1870, despre Slavici ca scriitor cu un excelent cap politic, iar la prima întâlnire dintre Negruzzi și Slavici aceștia se înțeleg asupra unui studiu despre raporturile dintre români și maghiari care urma să fie publicat în Convorbiri literare. La începutul anului 1871, în timp ce lucra la studiul promis lui Negruzzi, publică în foaia societății de lectură a teologilor din Arad, Speranța, un studiu Despre creștere și mai cu seamă despre creșterea junelor române. Studiul asupra maghiarilor a fost publicat în Convorbiri literare în numărul din 15 iulie 1871.
La îndemnul lui Eminescu, deși Slavici credea mai mult în vocația sa de observator al vieții sociale și politice, începe să aștearnă pe hârtie amintirile și povestirile sale în graiul locurilor natale, astfel debutează în anul 1871, în Convorbiri literare, cu comedia Fata de birău. Eminescu îi copia și corecta manuscrisele trimițându-le, apoi, la Convorbiri literare.
Tot Eminescu l-ar fi îndemnat să scrie și prima poveste în felul cum știa să povestească „Tata bătrân” și, astfel, scrie povestea Zâna Zorilor care a fost citită la Junimea în două ședințe la rând și a fost publicată în Convorbiri literare în iunie 1872. În același an, 1872, i-au mai fost publicate poveștile: Ileana cea șireată, Peștele pe brazdă, Florița din codru și Doi feți cu stea în frunte.
În vara lui 1872 se întoarce acasă având multe datorii, iar studierea dreptului austriac i se părea nefolositoare. Aici găsește o mumă bolnavă și un taică bătrân. S-a angajat, la Arad, în cancelaria avocatului Mircea V. Stănescu, deputat în dieta Ungariei. Astfel, reia contactul cu viața țăranilor, prin asistarea lor juridică. Colaborează la foaia umoristică Gura satului a lui Stănescu, unde publică povestea Revoluția de la Pârlești în 1873. În această perioadă adună mai multe povești și versuri  populare din zona Aradului și material despre Păcală și Tândală și Pepelea al nostru.
La Arad își regăsește dragostea din adolescență, croitoreasa Luiza, care însă îi complică situația financiară, iar neînțelegerile cu Mircea Stănescu, pe care-l considera un nepriceput, fără cunoștințe literare îl fac să accepte un post de arhivar la Consistoriul ortodox de la Oradea. Această muncă de arhivar și drumețiile prin satele din jur îl inspiră pentru scrierea nuvelei Popa Tanda. Refuză oferta din partea episcopului Miron Romanul de a se întoarce la Arad să lucreze ca redactor al foii bisericești Lumina. Legăturile cu viața de la Arad se întrerup o dată cu moartea părinților, iar Luiza îl abandonase. Astfel, la sfârșitul anului 1873 a plecat la Viena, cu ajutor financiar de la Junimea, dar nu-și continuă studiile, fiind țintuit luni de zile la pat de o infecție la brațul stâng. În spital finalizează nuvela Popa Tanda.
În toamna anului 1874 pleacă la Iași, fiind găzduit de Samson Bodnărescu la școala normală Trei Ierarhi, iar aici se reîntâlnește cu Eminescu și Miron Pompiliu, cu care împarte odaia, și se împrietenește cu Ion Creangă. Frecventează saloanele Veronicăi Micle și Matildei Cugler, citește la Junimea și i se publică nuvela Popa Tanda, scrie comedia Toane sau vorbe de clacă. Pentru scurtă vreme a fost redactor la Curierul din Iași înlocuindu-l pe Eminescu. În decembrie 1874, spre regretul lui Iacob Negruzzi, pleacă la București fiind numit de către Titu Maiorescu secretar al comisiei pentru publicarea documentelor Hurmuzachi.

### La București. Redactor laTimpul
În calitate de secretar al comisiei pentru publicarea documentelor Hurmuzachi, Slavici traducea documentele scrise în limbile pe care le cunoștea și alcătuia indicele volumelor. În această calitate întreprinde călătorii pe la monumentele istorice din Muntenia și Oltenia în vara anului 1875. În martie 1876 conservatorii se retrag de la putere, iar Maiorescu este dat în judecată de către noul guvern liberal pentru sprijinul financiar acordat lui Slavici și Eminescu în calitate de ministru al instrucțiunii publice și al culturii, iar pe Slavici îl destituie din funcția de secretar al comisiei și totodată a fost destituit de la catedra de filosofie a liceului Matei Basarab unde fusese numit suplinitor la 16 octombrie 1875. Maiorescu îl ajutase într-adevăr cu o subvenție pentru susținerea examenului de doctorat la Viena în toamna lui 1875, dar Slavici nu a reușit deoarece își pierduse indexul de studii și al examenelor anterioare și depășise termenul de înscriere. Astfel se întoarse la București unde a continuat munca la documente, iar sub supravegherea sa a apărut volumul VII în anul 1876, iar în anul 1878 primul volum al unei lucrări de istorie a lui Eudoxiu Hurmuzachi, precum și Istoria românilor sub Mihai Viteazul de Nicolae Bălcescu. După ce a fost demis de guvernul liberal, comisia documentelor s-a solidarizat cu Slavici și acesta a continuat să lucreze pentru comisie gratuit.
În anul 1875 a început colaborarea cu foaia Telegraful român din Sibiu, colaborare pe care o continuă și pe parcursul anilor 1876 și 1877. În același an i se publică în Convorbiri literare povestea Stan Bolovan și nuvela Scormon, iar în 1876 nuvelele La crucea din sat și Crucile roșii. În 1875 se căsătorește cu Ecaterina Magyarosy.
În 1876, Maiorescu a început să organizeze cercul Junimii de la București, Slavici fiind unul dintre membri, considerat de Maiorescu cel mai capabil scriitor al întregii Junimi. În același an a finalizat piesa Bogdan Vodă, dar Negruzzi refuză să o publice cu toate insistențele lui Maiorescu. În această perioadă la București proza sa epică este influențată de lumea meseriașilor, scriind astfel schița Ac și ață, nuvelele O viață pierdută și Norocul.
În anul 1877 Titu Maiorescu preia direcția ziarului Timpul și Slavici i se alătură în redacție în speranța că va schimba viziunea liderilor conservatori asupra situației românilor din Transilvania. Slavici s-a ocupat de îngrijirea părții literare și de articolele de politică externă. Pentru a evita chestiunile mai sensibile de politică, considerând că liderii conservatori manifestau o politică de apropiere de Austro-Ungaria, publică articole politice în Telegraful român și apoi le reproduce în Timpul. Eminescu se alătură redacției în noiembrie 1877, iar Eminescu îl aduce pe Caragiale, întocmind cea mai puternică redacție pe care a putut-o avea un ziar românesc în secolul al XIX-lea.
Slavici publică în Timpul nuvela O viață pierdută, semnată Tanda, schițe literare conturând peisaje din viața bucureșteană Grădina cu cai, Sfântul George, Moșii, cronici literare, cronici dramatice, iar la rubrica Bibliografie, notițe asupra revistelor românești. Viața la redacție a fost stimulantă din punct de vedere literar considerând anturajul, dar cei trei clasici trăiau într-o sărăcie lucie, uitați adesea cu plata de către potentații junimiști. Titu Maiorescu părăsise direcția ziarului, la doar trei luni de la instalare, iar cei trei redactori nu erau plătiți uneori cu lunile. Astfel Caragiale părăsește redacția în anul 1879, Slavici îl urmează în anul 1880, iar Eminescu rămâne singur până la plecarea sa din anul 1882.

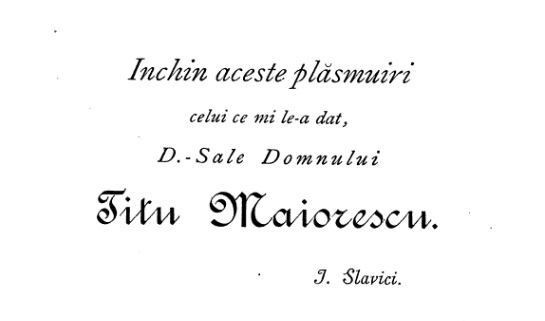
Dedicație lui Titu Maiorescu - Novele din popor, 1881

În anul 1879 a început lucrul la cartea Die Rumänen in Ungarn, Siebenbürgen und der Bukowina, care a apărut în 1881, la scurt timp după volumul Novele din popor. Aceste apariții au reprezentat primele cărți masive ale lui Slavici, iar volumul Novele din popor se bucură de o foarte bună apreciere atât în Timpul, sub condeiul lui Eminescu, și Românul, sub semnătura lui Nicolae Xenopol, cât și în revistele ardelene Familia din Oradea, Biserica și școala din Arad, Gazeta de Transilvania din Brașov. Nuvelele sale sunt traduse de Mite Kremnitz într-o colecție de proză românească, iar astfel Slavici devine cel dintâi dintre marii scriitori ai Junimii care se afirma în deplinătatea valorii sale, precum afirma Titu Maiorescu în articolul Literatura română și străinătatea. Creangă, inspirat de nuvela Budulea Taichii, se apucă să-și scrie Amintirile.
În anul 1880 Slavici a obținut catedra de limba română și geografie la Școala Normală a Societății pentru Învățătura Poporului Român. În primăvară a întreprins o călătorie lungă prin Banat și Transilvania.
În sesiunea 1881 - 1882, Academia Română îl alege membru corespondent. A fost numit într-o comisie literară pentru a face propuneri pentru reforma învățământul secundar și preda ore de limbă română și filozofie la Azilul Elena Doamna. Colaborează la revista școlii, Educatorul, coordonată de directorul școlii, Barbu Constantinescu, unde-i apar cursurile Literatura poporană și Estetica în anul 1883.
În vara lui 1882 călătorește în Italia, susținut financiar de către Titu Maiorescu, pentru a se recupera după o perioadă de boală și căutând a pune capăt căsătoriei cu Ecaterina, căsătorie cu care Maiorescu nu fusese de acord de la început. Călătorește la Udine, Veneția, Padova, Bologna, Torino, Verona, Milano. Devine membru al Societății Carpați, împreună cu Eminescu, societate înființată în 1882 pentru susținerea luptei românilor din Transilvania, dar nu au putut realiza prea multe, considerând că politica partidului liberal se apropiase de cea a conservatorilor de apropiere de puterile centrale, iar această politică se făcea cu sacrificarea intereselor românilor de peste Carpați.
În 1883 se îmbolnăvește din nou și este trimis de Maiorescu la Viena pentru a se trata. La 28 iunie, Eminescu, care se afla în gazdă la Slavici, are primul acces de alienare și este internat la sanatoriu. Slavici a fost foarte afectat de boala bunului său prieten și încearcă din răsputeri să-l ajute, dar cu această tragică întâmplare se rupea una dintre cele mai puternice verigi care-l țineau legat de România.
În toamnă, Eleonora Tănăsescu, fostă elevă de la Azil și viitoarea lui soție, pleacă la Sibiu, ca directoare a școlii române de fete. În același timp redactorii Telegrafului român, formați de Andrei Șaguna, sunt izgoniți din redacția ziarului. Astfel s-a plănuit crearea unui ziar independent în stare să se opună fruntașilor români care făceau jocul guvernului și mitropolitului Miron Romanul, înscăunat de guvern.

### La Sibiu. Director laTribuna

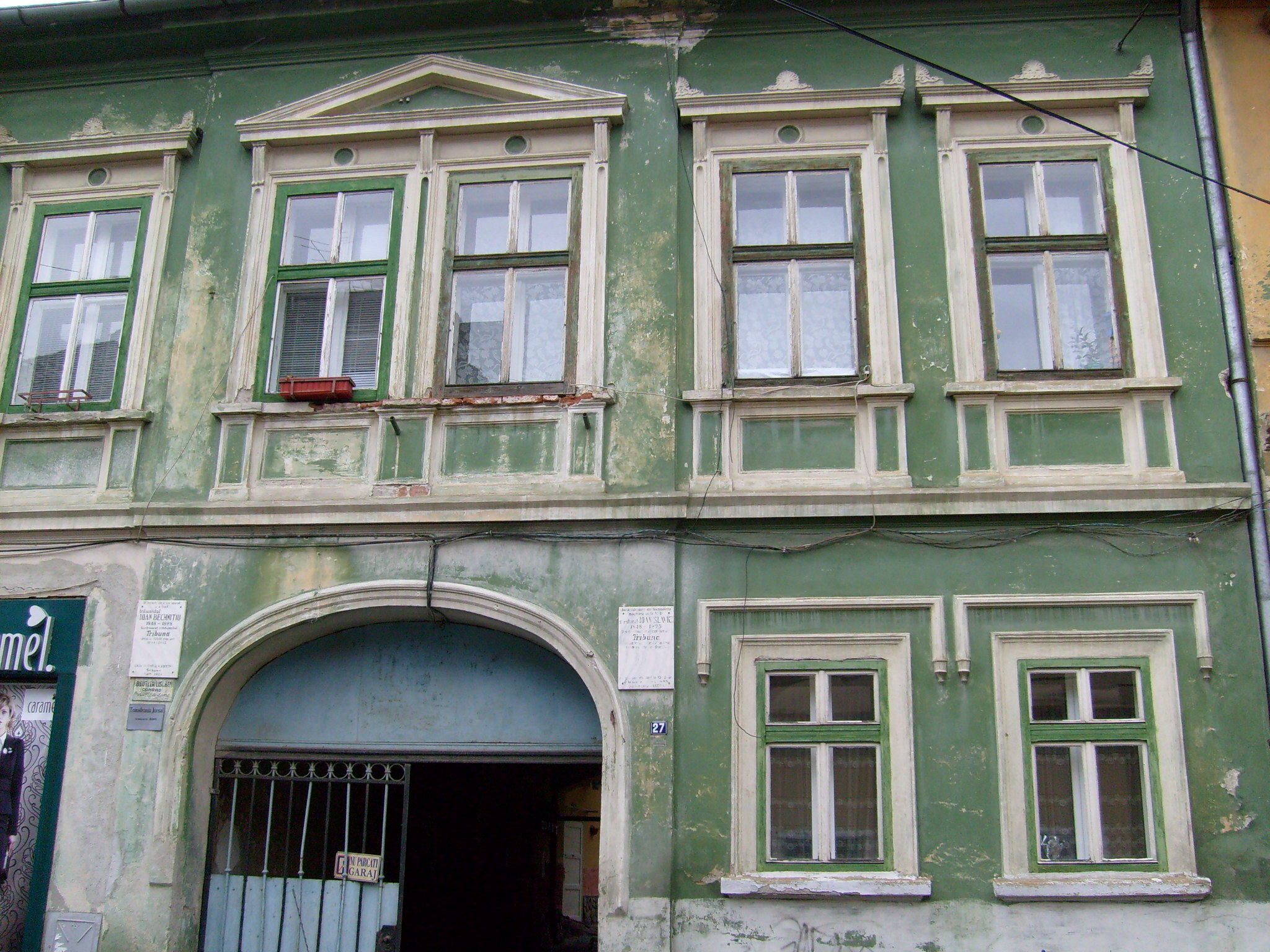
Casa în care a locuit Ioan Slavici la Sibiu

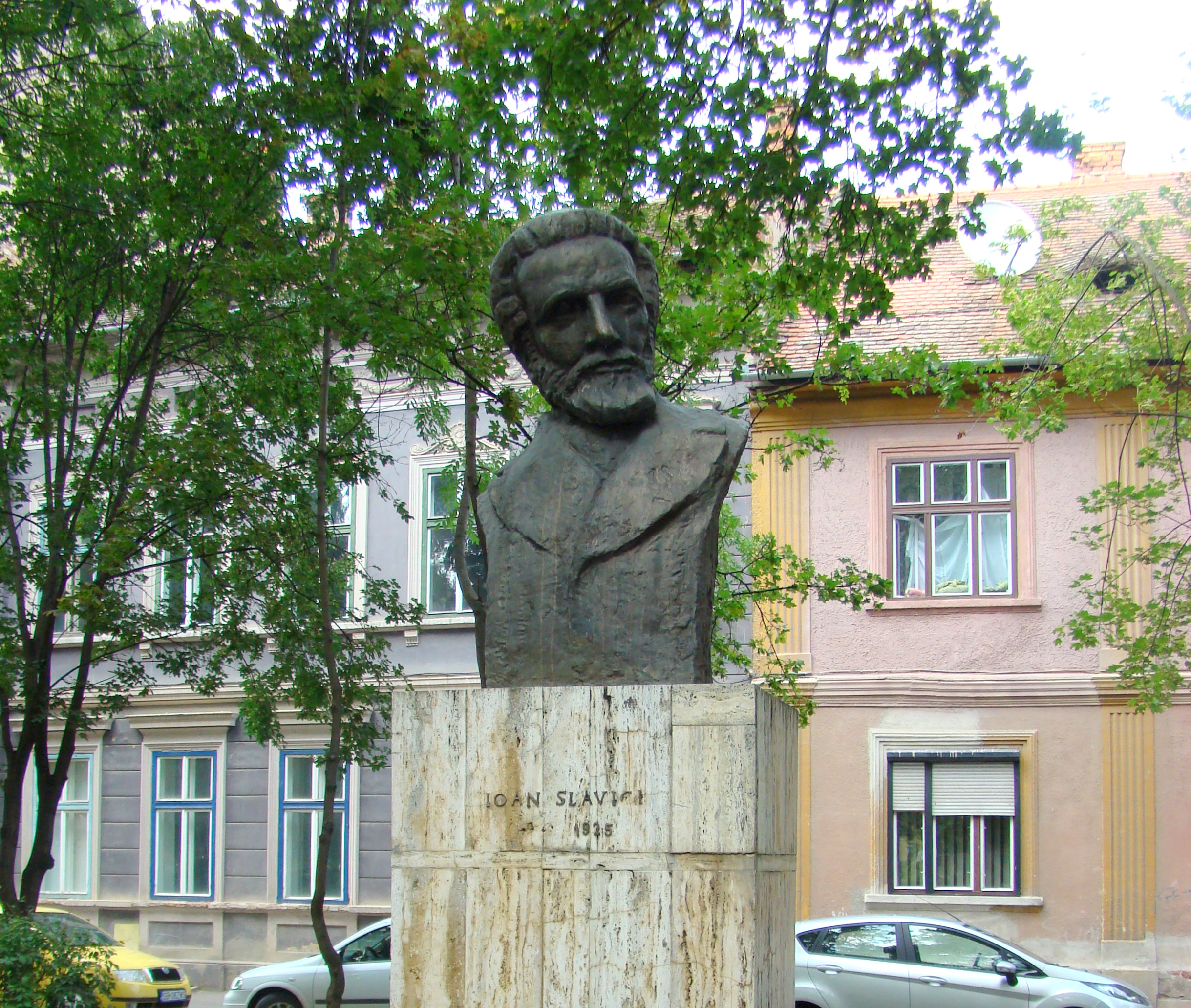
Bustul lui Ioan Slavici din Parcul Astra, realizat din bronz de Linca Călin

În aprilie 1884 pleacă la Sibiu, iar la 14 aprilie apare primul număr al Tribunei sub conducerea sa. Tribuna a fost considerată de Slavici cea mai scumpă dintre creațiunile mele. Slavici venea la redacție la cinci dimineața și pleca după douăsprezece ore muncite, punând în slujba ziarului toată puterea sa de muncă și inflexibilitatea convingerilor sale morale și politice. Ca director scria trei articole de fond pe săptămână și material pentru minimum trei coloane în celelalte zile. Slavici a impus la ziar limba literară dezvoltată de către românii de peste munți: Eliade, Bolintineanu, Alecsandri, Bălcescu, Hașdeu, Odobescu, Eminescu și Maiorescu, pe care-i pomenea cu evlavie în coloanele ziarului. Pe frontispiciul ziarului scria: Soarele pentru toți românii la București răsare.
Politic vorbind, Slavici avea convingerea, iar cu această convingere a trăit toată viața și din cauza aceasta i s-au atras atâtea nefericiri mai târziu, că românii din Transilvania trebuiau să fie fideli monarhiei austriece, dar pentru o viață națională mai bună trebuiau să lupte pentru o constituție federală, iar uniunea cu românii de peste Carpați trebuia să se înfăptuiască doar printr-o activitate culturală intensă.
Înființează Foița Tribunei în care publică multă literatură populară, aceasta fiind considerată baza literaturii române, după exemplul Convorbirilor literare și a Daciei literare și încurajează scriitorii ardeleni să evoce viața satelor. În Foița Tribunei își publică nuvela Pădureanca în anul 1884. Creează Biblioteca populară a Tribunei. Astfel, Tribuna devine un centru de lucrare literară, în care se întâlnesc talentele, în care nu poate să fie vorba de ardeleni, de moldoveni, de munteni, nici de bănățeni, ci numai de români în viața noastră culturală .... Slavici îi publică pe Alecsandri, Eminescu, Caragiale, Creangă, deși semnase o declarație, înaintea înființării ziarului, că nu va sprijini junimismul la Sibiu. 

Ioan Slavici - Sibiu

În paralel cu activitatea de la Tribuna își face timp și predă limba română la școala română de fete. În noiembrie 1885 divorțează de Ecaterina, iar în primăvara lui 1886 se căsătorește cu Eleonora Tănăsescu, împreună cu care va avea șase copii, primul, Titu Liviu, născându-se în noiembrie 1886. Scrie tragedia Gaspar Grațiani.
În 1887 schițează proiectul Memorandumului românilor din Transilvania și Ungaria, care se va semna la Sibiu în 1892, deoarece în timp ce tribuniștii voiau urgentarea și amplificarea lucrărilor, grupul lui Miron Romanul tergiversa. În anul 1887, George Coșbuc se alătură redacției Tribunei.
În martie 1888 are loc la București premiera piesei de teatru Gaspar Grațiani, care a fost respinsă pentru premiere în 1886, cu toate recomandările lui Maiorescu și ale lui V. A. Urechia, deoarece D. Olănescu, membru în comitetul Teatrului Național, o găsise nulă și ridicolă până în ultimul grad.
Din anul 1885 începuse o serie grea de procese și condamnări la închisoare a redactorilor și a directorului Tribunei. Slavici este condamnat la închisoare pentru un an în 1888, acuzat de agitațiune. Își execută pedeapsa la Vác, o localitate pe malul Dunării, aproape de Budapesta. Regimul închisorii din Vác a fost lejer permițându-i-se să primească ziare și reviste, să scrie, să primească vizite zilnice. În timpul închisorii Slavici continuă să lucreze la documentele Hurmuzachi și chiar beneficiază de ajutorul directorului închisorii, Kovács, la corectarea de tipar a textelor maghiare, germane sau latine. Eleonora cu un copil de doi ani și așteptând un altul s-a mutat la Vác pentru a-i fi aproape. În închisoare află despre moartea lui Eminescu la 15 iunie 1889.
După eliberare merge la Grafenberg, la sanatoriul unde era vechiul să prieten Ion Hosanu și stă o lună pentru recuperare. La sfârșitul lui august 1889 se întoarce la Sibiu, unde este întâmpinat sărbătorește și reîncepe activitatea la Tribuna la fel de combativ și neschimbat în atitudini. Primul editorial, după închisoare, îi apare la 1 septembrie. Viața la Tribuna devine din ce în ce mai dificilă, ziarul având o situație materială precară, fiind persecutat de autorități și subminat de adversarii din Partidul Național Român. Postul lui Coșbuc a fost desființat, iar Slavici îi solicită lui Maiorescu să-l ajute caracterizându-l ca un tânăr cu minte bătrână, un tânăr de veritabil talent, care nu e nici un cap năvalnic ca Eminescu, dar nicio mediocritate ca Vlahuță. Dar Maiorescu, supărat de desolidarizarea lui Slavici de politica junimiștilor, nu se ostenește.
Ultimul editorial al lui Slavici în Tribuna apare în februarie 1890. În martie se întoarce la București.

### Înapoi în România
Întors în țară continuă munca la documentele Hurmuzachi, predă la Azilul Elena Doamna și la alte școli particulare. În anul revenirii la București publică broșura Școlile noastre sătești. Înființează, împreună cu Ioan Russu-Șirianu și Ioan S. Nenițescu, Liga pentru unitatea culturală a tuturor românilor. În anul 1892 publică Un răspuns d-nului B. P. Hașdeu în care apără memoria lui Eminescu. Prin înțelegere cu editura Socec, începe publicarea în volume a nuvelelor sale.
Anul 1893 a fost un an greu de evenimente, în România a avut loc răscoale țărănești, în Transilvania memorandiștii au fost dați în judecată, iar Tribuna a fost amenințată cu desființarea, fiindu-i suspendată apariția între 5 decembrie 1893 și 4 ianuarie 1894. Slavici a plecat la Sibiu pentru a ajuta scoaterea gazetei din impas. La reapariția gazetei în 1894 semnează un editorial intitulat Revedere în care reafirmă linia neschimbată a gazetei. Între 16 noiembrie 1893 și 24 aprilie 1894 a fost răspunzător de redacție la Corespondența română din București, gazetă înființată pentru a asigura continuitatea publicisticii militante a tribuniștilor.
În anul 1894 înființează, împreună cu Caragiale și Coșbuc, revista Vatra, unde publică romanul Mara cu care încheie perioada inspirației din realitățile transilvănene. În Vatra mai publică schițe și povestiri inspirate din viața nouă începută o dată cu stabilirea la București, precum, Ceas rău, Hanul ciorilor, Mitocanul, Gogu și Gogușor . Revista Vatra reprezintă începutul semănătorismului și poporanismului în literatura noastră, dar simpatiile socialiste ale revistei nu au fost pe placul Junimii, astfel Duiliu Zamfirescu îi scria lui Iacob Negruzzi că scriitorii populari ca Slavici și-au trăit traiul.
La 15 iunie 1894 a fost numit de către Academia Română director, iar soția sa a fost numită subdirectoare la Institutul Ioan Oteteleșanu de la Măgurele, unde vor activa pentru paisprezece ani, până în anul 1908. Activitatea de la institut, unde se apleacă spre activitatea de predare și grădinărit, transformând castelul și întinderile lui într-o gospodărie înfloritoare, îl absorb de la literatură, astfel în această perioadă publică doar o schiță în Albina și nuvela Vatra părăsită, publicată postum, însă, ca profesor de limba și literatură română, istorie și geografie scrie singur, sau în colaborare cu A. I. Odobescu sau I. Manliu, o serie de manuale foarte apreciate în epocă.
Alegerea lui Slavici, de către Academie, pentru administrarea institutului de la Măgurele, s-a făcut deoarece nu exista o variantă mai bine pregătită. Datorită faptului că s-a implicat în campania Memorandului în Transilvania nu era pe placul conservatorilor și nici chiar a liberalilor, astfel i s-a refuzat alegerea de membru plin în 1890 și premierea volumului său de novele din 1892. Demiterea sa din anul 1908 vine ca urmare a articolului Neamul românesc, în care critica violent stările de lucruri din România și decăderea moravurilor boierimii.
Între anii 1902 și 1904 a încercat să construiască la Bușteni o stațiune balneară și s-a înglodat în datorii care i-au adus falimentul în 1912, obligându-l să-și vândă biblioteca și tot ce avea de preț în casă, fără a-și putea salva investiția. În același an începe construcția unei case în București și urcând pe schele să inspecteze lucrarea a căzut alegându-se cu mai multe fracturi, iar în urma îndelungatei zaceri a rămas diabetic și astmatic.
În anii 1902 și 1905 publică cele două romane din ciclul Din bătrâni. În 1908 își publică Poveștile în două volume. Între 1908 și 1910 a fost director al ziarului Minerva, iar din mai până în iulie 1910 a fost director al agenției de presă din Corespondența română și al ziarului cu același nume. Din septembrie 1910 a fost învățător principal la Școala evanghelică și la Școala superioară de fete din București. În 1913 a fost pentru o scurtă perioadă redactor la Buletinul armatei și marinei.
În pragul primului război mondial a fost director al ziarului Ziua din București, subvenționat cu fonduri germane și austro-ungare. A susținut, alături de regele Carol I, neutralitatea României. Soluția preconizată de Slavici era neutralitatea, însă, dacă ar fi existat temerea unei victorii rusești, atunci a considerat oportună intrarea României în război de partea Puterilor Centrale. În anul 1916, după ce România a intrat în război de partea Antantei, Slavici a fost arestat și întemnițat la fortul Domnești, iar manuscrisele, printre care romanul Musculița, i-au fost confiscate și apoi pierdute. La 28 septembrie 1916 a fost pus în libertate de autoritățile române întrucât nu a putut fi încadrat în prevederile legii spionajului, iar din actele de urmărire penală nu rezultă nimic compromițător. A rămas la București în timpul ocupației germane, unde a fost redactor al Gazetei Bucureștilor. În această calitate a criticat panslavismul precum și pe aliații francezi și englezi. Despre regele Ferdinand I a scris că ar avea drept sfătuitori doar Minciuna, Clevetirea și Prostia. În 19 martie 1917 a conchis că sunt vrednici de cea mai aspră osândă oamenii politici care au încălcat tradiția de secole de alianță cu Curtea de la Viena. În 1918 a evidențiat faptul că încă din secolul al XVIII-lea Austria și Prusia au ținut în frâu expansiunea rusească, altminteri toți românii ar fi avut soarta celor din Basarabia.
După încheierea războiului a fost arestat din nou în ianuarie 1919, judecat și condamnat la cinci ani de închisoare. La vârsta de 71 de ani a fost încarcerat la Penitenciarul Văcărești. În cuvântul de apărare la finalul procesului său din 1919 Slavici a spus:
„Domnul comisar regal nu e om bătrân ca mine, ci e tânăr, levent, plin de vigoare. Nu e cu toate acestea în stare să ducă-n spinare toate cărțile pe care le-am publicat în românește, istorie, știință, literatură, drame.”

În ziarul Avântul, după finalizarea procesului, Gala Galaction scria: 
„Ce a greșit Slavici e simplu de tot [...] a avut nenorocirea să nu poată, la bătrânețe, să zică altfel decât ce a zis la tinerețe și în floarea vârstei.”

### Ultimii ani
La 71 de ani, cuprins de amețeli, leșină, cade și o nouă fractură îl face să zacă trei luni în pat. Viața românească îi sare în ajutor plătindu-i o mie de lei pentru o nuvelă care nu a mai apărut. În 1920 scrie prima versiune a volumului de memorii Întemnițările mele, romanul Cel din urmă armaș și un nou volum de povești. Colaborează la Umanitatea, gazetă condusă de C. Costa-Foru, la Adevărul literar și artistic și Viața românească. În cele două din urmă reviste începe să-și scrie Amintirile despre Eminescu, Maiorescu, Caragiale și Coșbuc și fragmente din Închisorile mele și Lumea prin care am trecut. În anul 1923 i se publică volumul Amintiri și romanul Cel din urmă armaș la editura „Cultura națională”. În ultimii doi ani din viață a scris romanul Din păcat în păcat, rămas needitat.
Obosit și bolnav, în 1925, Slavici se refugiază la fiica sa care trăia la Panciu, într-un ținut de vii care îi amintea de Șiria lui natală.
La 17 august 1925 s-a stins din viață. A fost înmormântat la schitul Brazi și cuvântul de rămas bun a fost rostit de Gala Galaction.

## Opera literară
... Dar opera este remarcabilă. afirma George Călinescu în Istoria literaturii române de la origini până în prezent. Fiind o personalitate complexă, scriitor și luptător politic, istoric și pedagog practic, gazetar și memorialist, narator și dramaturg, opera sa adunată în volume este vastă și diversă, fără a include paginile revistelor și ziarelor la care a colaborat. Junimist convins, susținea că estetica este strâns legată de etică, susținând imposibilitatea separării frumosului de bine, iar arta o privea ca pe un act moral și combătea cu asprime în cronicile sale din Timpul tot ceea ce considera necuviințe estetice.
A debutat în literatura română ca dramaturg cu piesa Fata de birău, în anul 1871, iar un an mai târziu îi scria lui Iacob Negruzzi: Am o dispoziție deosebită pentru arta dramatică, iar încrezător în această dispoziție a scris pe parcursul vieții un număr apreciabil de piese, dintre care cele rămase constituie un întreg volum. Slavici nu a excelat neapărat ca dramaturg, dar prin comedia sa introduce în dramaturgia românească personaje rurale autentice și, deși, intriga și compoziția sunt mai puțin realizate, faptul este compensat prin realismul culorii locale și prin abilitatea redării scenice a idilei. Fata de birău este considerată singura sa reușită în comedie, o frumoasă nuvelă dialogată, cum o aprecia Nicolae Iorga, farmecul ei constând în dialogul de o unică autenticitate, arătând cea mai puternică și sigură străbatere în sufletele omenești, cumpănite, încete, cu multe întorsături pe loc, cu multe sucituri înțelepte ... Comedia aduce în literatura română lumea țăranilor transilvăneni văzuți de Slavici, fără idilismul dulceag sau romantismul tenebros al prozei epice apărute până atunci în foile ardelene. Comedia Toane sau Vorbe de clacă, apărută în 1875, este o farsă fără o valoare deosebită, asemeni comediei Polipul unchiului, în care procedeele comice sunt comune, precum denominarea personajelor (Frecățel, madam Clevețică), dar dialogurile sunt naturale și limpezi, iar situațiile, firești. Un an mai târziu a scris și prima dramă istorică, Bogdan Vodă, în cinci acte și scrisă în versuri albe. Deși versurile sale exprimă gânduri elevate, versul greoi dau impresia unei desfășurări lente a dramei, iar cu un erou precum Bogdan Vodă este dificil să creezi o situație culminantă care să țină respirația spectatorilor. Mai târziu, în 1888, inspirat de munca sa la documentele Hurmuzachi, a scris tragedia în cinci acte Gaspar Graziani, piesă care, cu tot sprijinul lui Maiorescu și al Junimii, nu a avut succes la premieră, deoarece personajul ales nu prezintă resursele de viață necesare animării reprezentării scenice, dar poate, însă, produce emoții estetice la lectură.

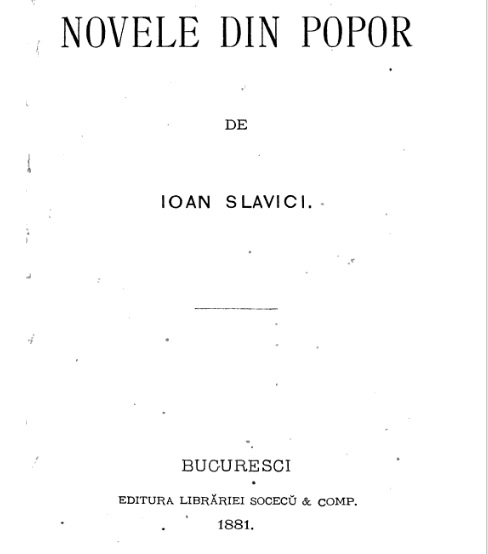
Prima pagină a volumului Novele din popor, 1881

Deși prima operă literară publicată a fost o comedie, dintr-o scrisoare adresată lui Iacob Negruzzi se poate deduce că prima încercare literară al lui Slavici a fost un basm, Zâna Zorilor. Basm scris la sfârșitul anului 1870. Zâna Zorilor a fost citită la Junimea în aceeași seară cu Ileana Cosânzeana a lui Miron Pompiliu, iar ambele povești au fost apreciate drept încântătoare. Slavici s-a remarcat, însă, în literatura română în proză prin nuvelele sale, pe care a început să le scrie încă din perioada studenției vieneze. Cele mai reușite nuvele ale sale sunt Popa Tanda (1873), Scormon (1875), La crucea din sat (1876), Gura satului (1878), Budulea Taichii (1880), Moara cu noroc (1880), Pădureanca (1884), cu subiecte inspirate din viața socială și particularitățile lumii satului ardelenesc, din împrejurimile Aradului, în care Slavici a dat dovadă de complexitate sufletească și de un spirit fin de observație a zonelor obscure ale naturii umane, iar prin prisma conștiinței sale etice a oferit personajelor sale o aură de ființe însemnate, iar tragicul și bucuria vieții sunt învăluite în aceeași viziune a lumii și așezate pe același palier al lumii sale contemporane. Prima nuvelă, Popa Tanda a fost scrisă în 1873, publicată în Convorbiri literare în 1875, și seamănă cu un basm în care eroul principal transformă satul Sărăceni, prin puterea propriului exemplu, într-o așezare rurală aproape utopică pentru vremurile de atunci. În Gura satului creionează psihologia stereotipă a colectivității în jurul unor banale discordii și împăcări în legătura cu căsătoria unei fete de țară. Gura satului, Scormon, La crucea din sat, Vecinii alcătuiesc împreună un tablou etnografic al satului în momentele lui rituale, cu povești care ar trebui să fie dramatice, fiind generate de drame pasionale, dar conflictele sunt privite cu seninătate și subordonate deznodământului, care este, în toate cazurile, fericit. Moara cu noroc s-a născut din complexul de credințe populare despre comori și despre blestemele cu care au fost îngropate și nenorocirea care se abate asupra celor care nu au drept asupra lor. Povestea porcarilor din pusta arădeană și moravurile lor au ceva din grandoarea istoriilor americane din prerii și cu cete de bizoni, iar cârciumarul Ghiță devine victima propriei dorințe de a câștiga bani mulți, dar visul i se năruie aflându-se în mijlocul dintre ordinea juridică a statului și legea mutuală a hoților. Budulea Taichii prezintă misterul psihologic al lui Huțu, un personaj neînsemnat în copilărie, și ambiția devorantă a acestuia de a-și depăși condiția socială de fiu de cimpoier, iar Pădureanca prezintă drama socială a lui Iorgovan, fiul bogătanului Busuioc, care se îndrăgostește de Simina, o fată frumoasă, dar săracă și nehotărât și neputând trece peste convențiile sociale spre a o lua în căsătorie pe Simina, Iorgovan se sinucide.
Apariția volumului Novele din popor, în anul 1881, a fost bine recepționată și a fost considerată un moment decisiv în consolidarea prozei realiste în literatura română. Nicolae Xenopol aprecia că Slavici a făcut un pas mai departe și că în proza lui intri într-o lume pe care puțini au cunoscut-o până acum, într-o lume deosebită de toate celelalte, într-o lume în sfârșit despre care poți cu drept zice: aceștia sunt țăranii români. Eminescu a accentuat aceeași idee, insistând asupra adâncimii sufletești a acestei lumi, care nu numai seamănă în exterior cu țăranul român, în port și vorbă, ci au fondul sufletesc al poporului, gândesc și simt ca el. Gazetele transilvănene au întărit aceeași opinie și au apreciat măiestria lui Slavici cu care descrie toate fazele prin care trece sufletul lor, iar Nicolae Iorga afirma că Slavici vede bine în lucrurile mici și le mărește pentru cei care nu le pot vedea ca dânsul.
Slavici a descris și mediul orășenesc în nuvele precum Un paravan, Mâhnirile lui Trică, Din valurile vieții, Prințesa, Un democrat, considerând orașul un loc de pierzanie, aceste nuvele au intrigi puternice cu situații dramatice și cu încheieri nefericite. Revoluția de la Pârlești și Crucile roșii sunt nuvele mai vesele, satire bonome cu aspect burlesc.
Prima tentativă de a scrie un roman, a avut loc tot în timpul studenției, în anul 1873, când a încercat să scrie Osânda răului, dar recunoașterea sa ca romancier a avut loc abia după apariția romanului Mara, în revista Vatra în 1894, și mai apoi în volum în 1906. Mara a reprezentat o altă treaptă în evoluția romanului românesc. George Călinescu a descris apariția acestui roman un pas mare în istoria genului, fiind una din cele mai puternice opere care s-a scris înainte de Ion al lui Liviu Rebreanu. Romanul prezintă lumea foarte cunoscută lui Slavici a țăranilor și târgoveților din jurul Aradului, cu un subiect și o intrigă sumară. Mara, o precupeață abilă, chibzuită și egoistă, cu un spirit pragmatic și o dârzenie aproape bărbătească, se luptă să asigure un viitor îndestulat copiilor săi, Persida și Trică. Conflictele care se declanșează și consecințele lor, prezentate pe un larg fundal social și caracterizarea amplă a personajelor reprezintă substanța romanului. În ciclul neterminat Din bătrâni, Slavici, inspirat de munca sa la documentele Hurmuzachi, se apleacă asupra romanului istoric și acoperă perioada nebuloasă a secolelor VI - IX a istoriei noastre, conturând o vastă frescă istorică, acoperind zona de la crestele Bucegilor până la califatele arabe din Asia Mică. Narațiunea este o încâlcită lecție de istorie, iar viața personajelor se complică inutil și la suprafață cu disputele teologice ale epocii. Slavici istoricul intră în dispută cu Slavici cunoscătorul de oameni, dar ciclul este net superior puținelor romane istorice scrise până la acea dată, iar demersul lui Slavici este considerat un deschizător de drumuri pentru opera lui Mihail Sadoveanu. Din două lumi prezintă povestea Firei, fata unui meseriaș prinsă de nostalgia evadării din lumea ei. Ea nu aparține nici lumii boierești, dar nici lumii celor mărunți, lumi pe care Slavici le vede permanent în antiteză, iar povestea ei se sfârșește într-un mod tragic. Conașul Văleanu, donjuanul facil care-i făcea curte Firei, este ucis de un tânăr de pe moșia lui, iar Fira moare din pricina remușcărilor. Dinu, tutorele familiei după moartea fierarului, pierde bruma de avere pe care o agonisise într-un proces cu Vlaicu, arendașul moșiei lui Văleanu, și se retrage în satul lui.  Romanul Cel din urmă armaș prezintă povestea unui fiu de boieri, cu studii în străinătate, care-și toacă toată averea și se sinucide, iar romanul Din păcat în păcat prezintă povestea unui bucovinean venit la Iași care nu se poate adapta societății ieșene și ajuns la marginea prăpastiei este salvat de viața monahală.
Pe cât e de mare prozator autorul romanului Mara, pe atât e de modest ca memorialist, afirma Alexandru Săndulescu. Memorialistica lui Slavici este scrisă fără intenția de a face literatură, dar nu este de neglijat datorită valorii sale documentar-biografice. Slavici prezintă cu predispoziții de moralist observațiile sale atente asupra mediilor pe care le-a străbătut în lunga și agitata-i viață. Tonul memorialisticii sale este sfătuitor și justițiar, fiind un fin observator al caracterelor și al socialului și a fost indiferent față de natură, care părea să nu-i spună mare lucru. Slavici a fost primul scriitor care l-a cunoscut pe Eminescu încă din tinerețe și a stat în preajma lui multă vreme, iar memorialistica sa a furnizat cele mai bogate și mai autentice date privitoare la om și poet. Amintirile sale, scrise fără strălucire stilistică, apar ca o necesitate de a apăra memoria marilor săi prieteni, Eminescu, Caragiale și Coșbuc. Astfel, el nu se apleacă asupra anecdoticii sau asupra vieții, ci asupra portretului moral al acestora. Închisorile mele, volum apărut în 1920, sunt o evocare a experienței sale existențiale în temnițele maghiare și românești, iar Lumea prin care am trecut, volum publicat în 1930, constituie un roman autobiografic al scriitorului.

### Comedii
- Fata de birău (1871)
- Toane sau Vorbe de clacă (1875)
- Polipul unchiului (1875)

### Drame istorice
- Bogdan Vodă (1876)
- Gaspar Graziani (1888)

### Povești
- „Zâna Zorilor”
- „Florița din codru”
- „Doi feți cu stea în frunte”
- „Păcală în satul lui”
- „Spaima zmeilor”
- „Rodul tainic”
- „Ileana cea șireată”
- „Ioanea mamei”
- „Petrea prostul”
- „Limir-împărat”
- „Băiet sărac”
- „Împăratul șerpilor”
- „Doi frați buni”
- „Băiat sărac și horopsit”
- „Nărodul curții”
- „Negru împărat”
- „Peștele pe brazdă”
- „Stan Bolovan”
- „Boierul și Păcală”

### Nuvele
- Popa Tanda (1873)
- Scormon (1875)
- La crucea din sat (1876)
- Crucile roșii (1876)
- O viață pierdută (1876)
- Gura satului (1878)
- Budulea Taichii (1880)
- Moara cu noroc (1880)
- Pădureanca (1884)
- Comoara (1896)
- Vatra părăsită (1900)
- La răscruci (1906)
- Pascal, săracul (1920)

### Romane
- Mara (1894)
- Din bătrâni (1902)
- Din bătrâni. Manea (1905)
- Corbei (1906)
- Din două lumi (1920)
- Cel din urmă armaș (1923)
- Din păcat în păcat (1924)

### Memorii
- Fapta omenească. Scrisori adresate unui tânăr (1888- 1889)
- Serbarea de la Putna (1903)
- Închisorile mele (1920)
- Amintiri (1924)
- Lumea prin care am trecut (1924)

### Traduceri
- Fragmente din istoria romănilor, vol. 1, Edițiunea Ministeriului Cultelor și a Învĕțăturilor Publice, 1879
- Fragmente din istoria romănilor, vol. 2, Edițiunea Ministeriului Cultelor și a Învĕțăturilor Publice, 1900
- Fragmente din istoria romănilor, vol. 3, Edițiunea Ministeriului Cultelor și a Învĕțăturilor Publice, 1900

## Activitatea publicistică
Debutul publicistic a avut loc în 1871 cu articolul Despre creștere și, mai cu seamă, despre creșterea junelor române, în Speranța, foaia teologilor din Arad, continuând în același an cu publicarea Studiului asupra maghiarilor în Convorbiri literare. Prima experiență într-o redacție de ziar are loc în anul 1872 când devine colaborator intern al foii umoristice Gura satului a lui Mircea V. Stănescu, din Arad. Aici își semnează articolele cu numele din sat, Ioani Lenei Savului lui Mihai Bogii. În 1872 organizează în Arad o serie de „prelegeri publice”, după modelul Junimii, cu caracter practic-economic sau moralizator, dintre acestea se remarcă cea intitulată Asupra mișcării literare a românilor de azi, în care vorbește despre scriitorii apreciați de Titu Maiorescu. Închegarea, însă, a unei asociații culturale prin prelegeri publice a fost dificilă și Slavici începe să comenteze cu sarcasm despre modesta pregătire intelectuală a aleșilor locali în comitetul asociației. Drept urmare, și urmare faptului că a fost avocatul țăranilor români în revolta de la Păuliș, este suspectat de către autorități că este un agitator daco-roman și este citat la cabinetul de justiție. De teamă să nu fie arestat se gândește să plece în România, însă, îl reține starea precară de sănătate a părinților. Părăsește redacția Gurii satului, sătul de munca pentru Stănescu, care n-are bani, n-are cunoștinți literare, n-are gust și devine arhivar al Consistoriului ortodox de la Oradea.
Între anii 1875 și 1877 colaborează cu Telegraful român de la Sibiu, iar din 1877, după ce Maiorescu preia conducerea ziarului Timpul intră în redacția acestui ziar. Sub imboldul lui Slavici, ziarul are o direcție răspicată în favoarea țărănimii, lucru dezagreat de moșierimea conservatoare, dar acceptată datorită eroismului etalat de dorobanți în timpul Războiului de independență. După plecarea lui Maiorescu la 30 aprilie 1877, Slavici preia conducerea ziarului împreună cu Grigore H. Grandea. Cei doi redactori, susținuți și de alți publiciști conservatori, încep o violentă campanie de presă, îndreptată împotriva politicii externe a guvernului liberal.. Inițial, Slavici, a fost responsabil la Timpul cu paginile de politică externă și literatură, dar după izbucnirea Războiului de independență, Grandea a plecat să înființeze cotidianul Resboiul, astfel Slavici trebuie să se ocupe și de rubricile politice, ignorând astfel partea de literatură. Împovărat de munca redacțională, Slavici solicită în nenumărate rânduri aducerea lui Eminescu la redacție, care i se alătură la sfârșitul lui 1877, iar din ianuarie 1878 li se alătură și I. L. Caragiale. După sosirea lui Eminescu, ziarul adoptă un protest hotărât împotriva compromisurilor în relațiile cu cele două mari puteri vecine Rusia și Turcia, precum și o critică obiectivă a stării lucrurilor în țară, ceea ce provoacă nemulțumirea conducătorilor conservatori, care reduc subvențiile acordate ziarului. Pe fondul lipsei resurselor financiare și a presiunilor crescute din partea conducerii conservatoare Caragiale părăsește primul redacția, după care pleacă și Slavici.
În anul 1878 a publicat studiul „Sol” și „Haben”. Cestiunea ovreilor în România  în care îi caracteriza pe evrei ca fiind o boală, descriind iudaismul ca negarea tuturor religiilor, iar pe Dumnezeul evreilor ca tăgăduirea tuturor Dumnezeilor. Învinovățindu-i pe evrei pentru toate problemele României, Slavici sugera expulzarea acestora, dar fiind sigur că nimeni nu i-ar fi primit, conchidea: Ne rămâne doar ca, la un semn, să închidem granițele, să-i sugrumăm, să-i aruncăm în Dunăre până la cel din urmă ca să nu mai rămână nici sămânță din ei!. Pentru astfel de studii și alte articole antisemite publicate de-a lungul vieții, precum seria de eseuri Semitismul, scrise între 1902 și 1908 Raportul Final al Comisiei Internaționale asupra Holocaustului în România coordonat de Elie Wiesel, în 2004, îl enumeră pe Slavici printre precursorii antisemitismului extremist din România din prima jumătate a secolului trecut.
La 14 aprilie 1884 se înființează la Sibiu cotidianul politic și literar Tribuna, la inițiativa unui grup de intelectuali și negustori din Sibiu și Brașov, iar Slavici este numit director. Aici, Slavici, împreună cu Ioan Bechnitz au pus la baza programului de acțiune imediată a grupului două principii: realizarea unității culturale a românilor și necesitatea de a strânge relațiile cu principalele mișcări politice din România. Din punct de vedere politic ele se apropie tot mai mult de cercurile liberale, mai ales după 1889, dar din punct de vedere cultural, tribuniștii s-au aflat sub influența Junimii, a lui Titu Maiorescu și a Convorbirilor literare. Slavici a publicat aproape în fiecare număr articole și comentarii politice, răspunsuri la diferite atacuri îndreptate împotriva tribuniștilor, articole și studii economice, pedagogice, culturale, articole de critică literară, recenzii etc. Din 21 noiembrie 1886, Slavici nu mai era pe poziția de director, dar el a condus ziarul până la 14 iunie 1888, când a plecat la închisoarea din Vác pentru a executa anul de detenție la care a fost condamnat în urma unui proces de presă judecat la Cluj. A scris ultimul articol la Tribuna, intitulat Băncile noastre la 25 februarie 1890.
În 1893 colaborează la Voința națională, unde scrie un articol despre nedreptățile care li se făceau moților, în Transilvania, iar aceștia îi trimit lui Slavici un album în care se regăseau sute de semnături, în semn de recunoștință. În același an, la 16 noiembrie scoate cotidianul politic Corespondența română, cotidian apărut cu scopul de a asigura continuitatea publicisticii militante a tribuniștilor, în cazul unei eventuale interziceri a Tribunei din Sibiu, care a fost suspendată de autoritățile austro-ungare între 5 decembrie 1893 și 4 ianuarie 1894. Cotidianul și-a încetat activitatea la 24 aprilie 1894, pe fondul interzicerii distribuției sale pe teritoriul Transilvaniei.
La 1 ianuarie 1894, împreună cu George Coșbuc și I. L. Caragiale scoate revista literară bilunară Vatra, care apare într-o atmosferă de încordare politică și socială după răscoalele țărănești din 1888 și 1894. De asemenea, frământările din Ardeal provocate de procesul memorandiștilor dau amploare problemei naționale. Astfel, Vatra este preocupată de eficiența socială a literaturii promovând ideile de tradiție și de naționalitate și de simpatie pentru țăran. Articolul program al revistei a fost scris de Ioan Slavici, intitulat Vorba de acasă, dar semnat și de Coșbuc și Caragiale, în care se observa îndepărtarea literaturii de tradiție și primejdia reprezentată de „literatura-marfă” și lipsa de interes pentru educarea gustului poporului. Programul identifica specificul național cu cel țărănesc, iar românimea cea adevărată, care tot mai păstrează firea ei din bătrâni oferă garanția autenticității literaturii. Revista se definea ca un organ literar pentru toți românii. A apărut până în august 1896.
În ianuarie 1897 apare la Arad Tribuna poporului, iar Slavici a fost unul dintre fondatori și a publicat aici sute de articole. Ziarul își propunea să stabilească legături cu țara și cu naționalitățile oprimate din imperiu și să vină în sprijinul maselor populare.
Între 1908 și 1910 a fost director al ziarului Minerva, iar din mai până în iulie 1910 a fost director al agenției de presă din Corespondența română și al ziarului cu același nume, iar în 1913 a fost pentru o scurtă perioadă redactor la Buletinul armatei și marinei.
În 1914 a fost director al ziarului Ziua din București, subvenționat cu fonduri germane și austro-ungare susținând neutralitatea României sau intrarea României în război de partea Puterilor Centrale. În anul 1916, după ce România a intrat în război de partea Antantei, Slavici a fost arestat și întemnițat la fortul Domnești. După eliberare, în 1916, a rămas la București în timpul ocupației germane, și a fost numit redactor al Gazetei Bucureștilor, unde supraveghea versiunea în limba română a ziarului Bukarester Tagblatt. Printre altele a publicat articolul Dezorganizarea armatei române, în care i-a învinovățit pe cei cu poziții precumpănitoare pentru propagarea corupției în armată,  Nesațiul englezesc, în care a denunțat politica imperialistă britanică etc. În anul 1918 a publicat ultimele articole politice Vrăjmașii milenari, Cărturarii satelor și Vremuri grele. Pentru articolele din Gazeta Bucureștilor a fost condamnat în anul 1919 la 5 ani de închisoare, din care a executat un an, la Penitenciarul Văcărești. 

### Studii
- Studiu asupra maghiarilor (1871)
- Cultura maghiară (1877)
- „Sol” și „Haben”. Cestiunea ovreilor în România (1878)
- Die Rumänen in Ungarn, Siebenbürgen und der Bukowina (1880)
- Articularea numelor proprii (1888)
- Tribuna și tribuniștii (1896)

### Conferințe
- Despre istoria românilor de peste munți de la 1700 încoace (1883)
- Despre înțelesul cuvântului (1884)

### Broșuri
- Sbuciumări politice la românii din Ungaria (1911)
- Vox populi (1915)

## Activitatea pedagogică
Eu m-am simțit viața mea întreagă mai presus de toate dascăl. A le da altora învățături a fost totdeauna pentru mine o mulțumire ... astfel începe Slavici volumul de memorii Lumea prin care am trecut. Slavici a considerat cultura o armă eficace împotriva asupririi naționale, astfel a acordat o atenție aparte educației și pedagogiei. Limba literară, din punctul său de vedere, trebuia să se sprijine pe graiul poporului, temelia unității naționale. Aceste idei au stat la baza lucrării Gramatica limbii române, a studiului Așezarea vorbelor în românește și a seriei de  articole Cum se scrie românește. În concepția lui Slavici estetica este strâns legată de etică, iar arta a privit-o ca fiind un act moral: cu cât sentimentele sunt mai profunde și mai curate, cu atât ele sunt mai estetice, iar frumosul nu poate fi separat de bine.
Slavici și început ucenicia de educator încă din clasa a III-a gimnazială, când dădea lecții particulare, dar debutul în cariera de dascăl are loc în anul 1875, la București, la Liceul „Matei Basarab”, unde a predat limba română și filosofia. Apoi, a predat româna la școala de fete Școala Normală Azilul „Elena Doamna”, la Institutul Manliu și Liceul Francez. În anul școlar 1880 - 1881 face parte din comisia oficială a examenelor de la gimnaziu, în urma cărora constată predarea superficială a limbii române, supraîncărcarea programelor, nerespectarea vârstei elevilor, ruperea de realitățile concrete, și învinovățește statul care nu sprijină învățătorii și nu apreciază studiile elementare. În 1884 își începe activitatea de la Tribuna, la Sibiu, iar în paralel cu activitatea de la ziar, își face timp și predă limba română la școala română de fete.. Din 1894 a fost numit de către Academia Română director de studii la Institutul Ioan Oteteleșanu de la Măgurele, unde va activa pentru paisprezece ani, până în anul 1908.
A publicat studii pedagogice în Lumina (1873, 1874), Convorbiri literare (1877), Timpul (1879, 1881), Educatorul (1873), Tribuna (1885-1890), Voința națională (1893), Minerva și Lupta (1909).

### Cursuri
- Estetica (1883)
- Literatura poporană (1883)

### Lucrări
- Școlile noastre sătești (1890)
- Proiectul de organizare a Institutului Ioan Otetelisanu (1894)
- Programul de studii (1894)
- Regulamentul de conducere internă (1894)
- Așezarea vorbelor în românește (1905)
- Gramatica limbii române (1914)

### Articole
- Despre creștere și, mai cu seamă, despre creșterea junelor române (1871)
- Cum se scrie românește (1906)
- „Păsăreasca” de azi (1922)

## In memoriam

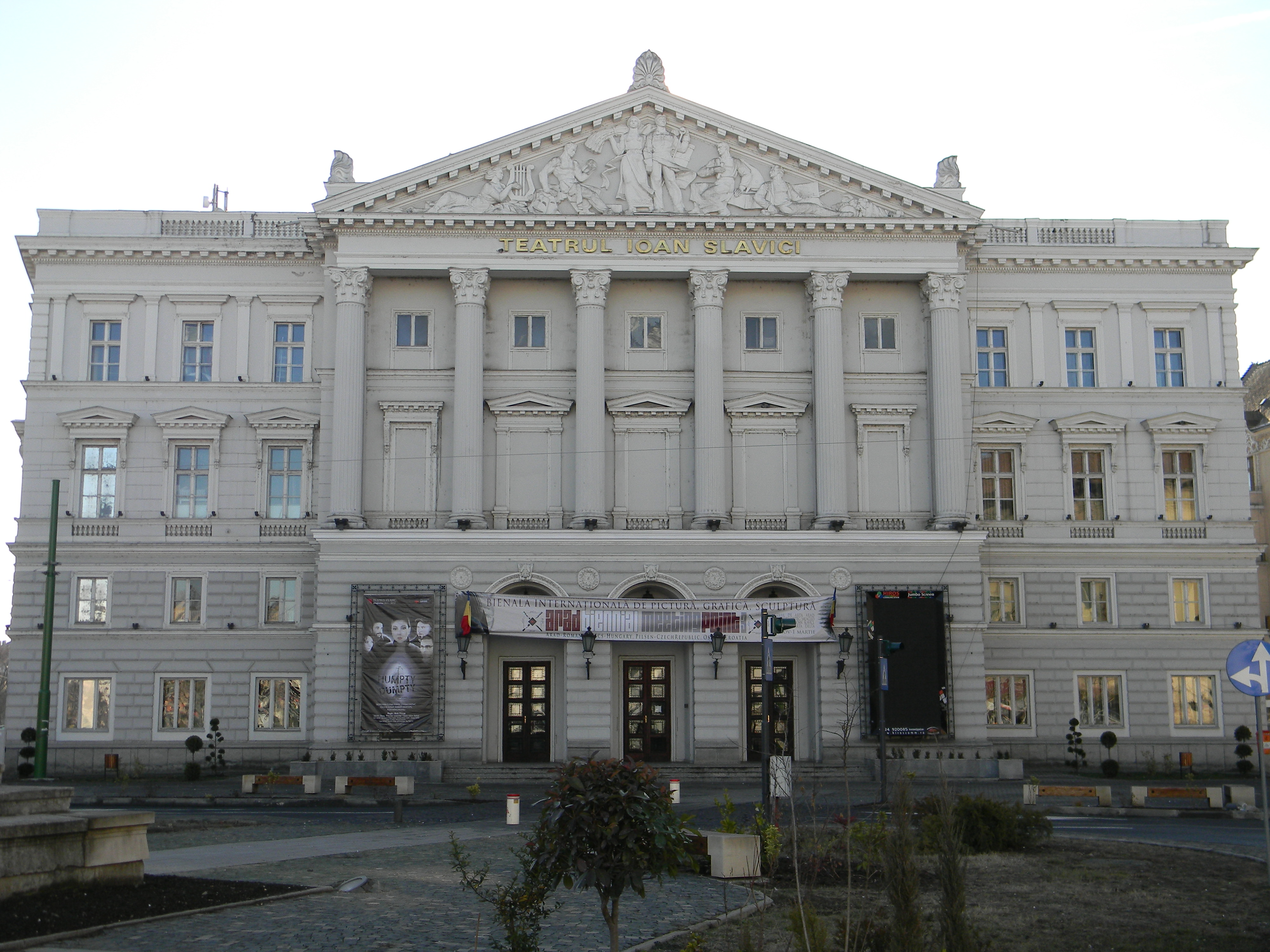
Teatrul Clasic „Ioan Slavici”, Arad

### Instituții
În anul 1960 s-a inaugurat la Șiria, pe strada Infanteriei nr. 185, în castelul care a aparținut familiei nobiliare Bohus, Muzeul Memorial „Ioan Slavici și Emil Monția”. În perioada 1957 - 1991, cel mai important liceu din Arad, Colegiul Național „Moise Nicoară”, a purtat numele lui Ioan Slavici. În anul 1999 ia ființă la Timișoara Fundația pentru cultură și învățământ „Ioan Slavici”, care din anul universitar 2000-2001 înființează Universitatea „Ioan Slavici” Timișoara, iar din anul școlar 2001-2002 înființează Liceul economic „Ioan Slavici”. În anul 2006 Consiliul Local al Municipiului Arad a decis să schimbe denumirea Teatrului de Stat Arad în Teatrul Clasic Ioan Slavici.

### Cinematografie
Nuvela sa, Moara cu noroc, a fost transpusă pe peliculă în filmul La moara cu noroc, în anul 1955, în regia lui Victor Iliu. Filmul Dincolo de pod, în regia lui Mircea Veroiu, din anul 1976, este o adaptare după romanul Mara. Nuvela Pădureanca a fost ecranizată în anul 1986, în regia lui Nicolae Mărgineanu.

### Literatură
Numele scriitorului a fost dat unui concurs național de proză – organizat de revista Tribuna, și unui premiu literar anual al Universității de Vest „Vasile Goldiș” din Arad.
 Filiala din Arad a Ligii Scriitorilor din România poartă de asemenea numele prozatorului.